# ووستوچنایا نیوا
ووستوچنایا نیوا (به لاتین: Vostochnaya Niva) یک منطقهٔ مسکونی در روسیه است که در استان آمور واقع شده‌است.